# Какурю Рикидзабуро
Какурю Рикидзабуро (яп. 鶴竜 力三郎), или Какурю (Журавль-Дракон), имя при рождении Ананд Мангалжалав (монг. Мангалжалавын Ананд); род. 10 августа 1985 года в аймаке Сухэ-Батор, Монголия — бывший японский профессиональный борец сумо монгольского происхождения, 71-й ёкодзуна в истории.
С ноября 2006 года член дивизиона макуути, завоевал 9 специальных призов (в основном за технику). С марта 2012 года — одзэки. В марте 2014 года впервые завоевал Императорский кубок, после чего ему было присвоено высочайшее звание ёкодзуна. Какурю — четвёртый подряд ёкодзуна монгольского происхождения, шестой в истории и пятый подряд иностранец, которому присвоено это звание.

## Биография
Семья Какурю не связана с монгольской борьбой, что нетипично для борцов сумо — выходцев из Монголии. Его отец — профессор университета. У Какурю не было опыта борьбы до того, как он приехал в Японию. Свой профессиональный дебют он сделал в ноябре 2001 года после присоединения к хэе Идзуцу. К тому времени он весил только 82 кг. После довольно быстрого достижения четвёртого по высоте дивизиона сандаммэ он два раза скатывался обратно в дивизион дзёнидан. В итоге он одержал победу в чемпионате дивизиона сандаммэ в июле 2004 года с результатом 7-0 добился продвижения в третий по высоте дивизион макусита.
Уровня сэкитори Какурю достиг в ноябре 2005 года, продвинувшись в дивизион дзюрё, но выступив с результатом 5-10, скатился обратно в дивизион макусита. В марте 2006 он вернулся в дивизион дзюрё, в ноябре достиг дивизиона макуути, одержав в предыдущем турнире 9 побед, пребывая в ранге дзюрё № 1 запада. Какурю стал девятым борцом сумо монгольского происхождения, достигшим лиги макуути после Кёкусюзана, Кёкутэнхо, Асасёрю, Асасэкирю, Хакухо, Харумафудзи и Токитэнку. Он был одним из семи борцов, продвинутых в дивизион макуути по результатам турнира. Свой дебют Какурю сделал в ранге маэгасира № 8 (высочайший ранг после Миябиямы), начав в ранге маэгасиры № 7 в марте 1999 года. Свой дебютный турнир он закончил с показателем 8-7 . После результата 11-4 на январском турнире 2008 года, за который Какурю получил специальный приз за технику, он продвинулся в ранг маэгасиры № 1.
По состоянию на 2014 год Какурю — единственный борец из своей хэи, находящийся в двух высших дивизионах. Какурю — только второй борец, достигший высшего дивизиона из подготовленных наставником бывшим сэкивакэ Сакахоко (англ.) с тех пор, как он возглавил школу Идзуцу в 1994, и первый после Акиносю в 1997.
Какурю пришлось оставить ноябрьский турнир 2008 года после травмы колена; первый раз за свою карьеру он пропустил схватки. В марте 2009 Какурю показал хороший результат для маэгасиры № 1, победив троих одзэки. На седьмой день турнира он показал результат 2-5 и выиграл последние восемь схваток. Какурю удостоился второго специального приза за технику. Дебют в качестве санъяку он сделал на майском турнире 2009 года, находясь в ранге комусуби. Также как и на предыдущем турнире, Какурю, начав с показателем 2-5, выиграл последние восемь схваток и получил награду за технику.
Июльском турнир 2009 года Какурю начал в ранге сэкивакэ — он стал первым борцом из своей хэи (после Тэрао в 1989), добившимся этого ранга. Находясь в ранге сэкивакэ, Какурю смог выиграть только пять схваток и скатился обратно в ранг маэгасиры. Какурю ответил сильно, добившись показателя 11-4 и завоевав третий специальный приз за технику за последние 4 турнира и 4-е место. Ноябрьский турнир 2009 года Какурю начал, находясь снова в ранге сэкивакэ и, хотя у него не получилось добиться превышения побед над поражениями, победы в двух последних схватках принесли ему показатель 7-8, благодаря чему он остался в ранге сэкивакэ. В последний день турнира Какурю вступил с показателем 7-7, но проиграл последнюю схватку своему товарищу сэкивакэ Тотиодзану. Находясь в ранге комусуби перед майским турниром 2011 года, Какурю второй раз занял второе место с показателем 12-3 и удостоился шестого для него специального приза за технику. К июльскому турниру 2011 года он был повышен до ранга сэкивакэ (что необычно — всего в турнире участвовали три сэкивакэ) и снова выступил сильно, победив троих одзэки и добившись показателя 10-5.

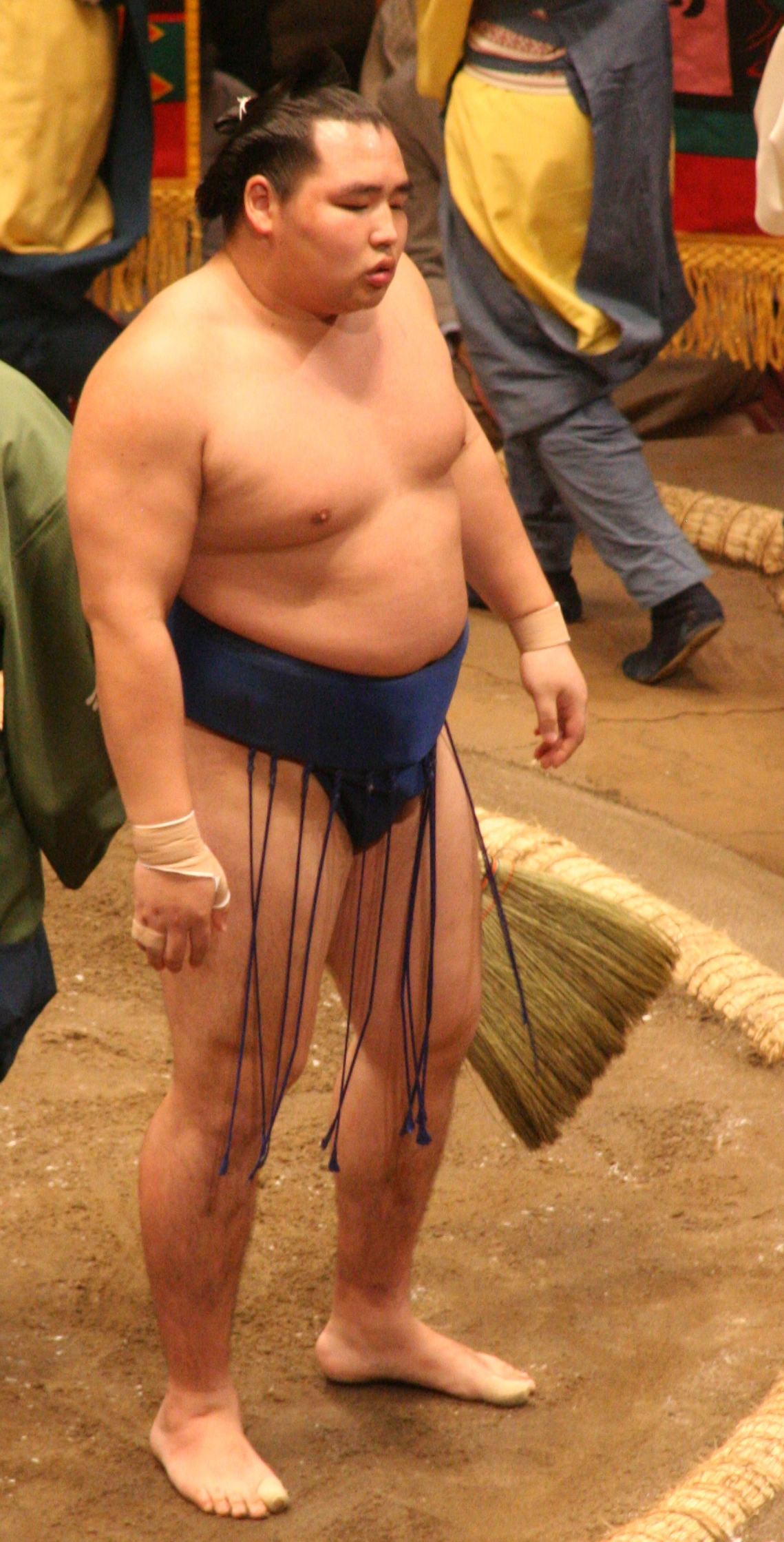
Какурю в мае 2009

В январе 2012 года Какурю первый раз победил ёкодзуну Хакухо, что принесло ему приз за выдающееся выступление. Это была его первая победа на ёкодзунами (до этого он потерпел 20 поражений от Хакухо и 7 от Асасёрю). С результатом 10-5 в двух последних турнирах Какурю имел хорошие шансы достичь ранга одзэки, несмотря на то, что два его соперника Котосёгику и Кисэносато недавно получили этот ранг.
На 9-й день мартовского турнира 2012 года хару-басё проводимом в Осаке, Какурю во второй раз победил Хакухо и перед заключительным днём турнира оставил его позади по счёту (13-1), потерпев единственное поражение от Кисэносато на 8-й день. Однако затем он проиграл Гоэйдо а Хакухо одолел Баруто, их показатели сравнялись и победитель определился в дополнительном финале. Хакухо взял реванш и 22-й раз стал победителем турнира. Хотя Какурю упустил победу в турнире он получил призы за выдающееся выступление и за технику. На пресс-конференции Какурю заявил что недостаток опыта стоил ему поражения в финале с Хакухо и что победить в турнире «мне было слишком рано». 33 победы в схватках за последние три турнира дали ему возможность получить ранг одзэки, в этом ранге он выступил в следующем майском турнире. После повышения Какурю первый раз в истории сумо возникла ситуация когда выступают шесть действующих борцов ранга озэки. За свою карьеру профессионального борца он провёл 62 турнира перед тем как добиться ранга одзэки, это довольно долго (десятое по долготе продвижение в истории сумо и девятое по долготе продвижение в карьере иностранца из добившихся данного ранга).
Какурю очень успешно начал 2014 год, одержав по 14 побед на январском и мартовском турнирах. Если в январе Какурю уступил Хакухо в дополнительной схватке, то в марте ему уже удалось выиграть Императорский кубок. После этого судейский комитет Ассоциации сумо единогласно выдвинул его кандидатуру на рассмотрение Комитета по выборам ёкодзун, который также единогласно поддержал его кандидатуру. 26 марта Какурю было официально присвоено звание ёкодзуна.
На ноябрьском турнире 2016 года Какурю выиграл первые 10 своих поединков, на одиннадцатый день проиграл Кисэносато. Однако, выиграв все остальные схватки, завоевал третий свой кубок Императора. В интервью, которое берут у победителя после вручения кубка Какурю сказал: «Очень радостно. Последний год или два я страдал от травм и мои тело и дух не были едины, но я не унывал и это замечательно, что в итоге все так закончилось. И чувствую, я, наконец-то, могу бороться в своем стиле, расслаблено. Я не забуду то чувство, которое сейчас есть у меня и продолжу работать.»
2017 год начался для Какурю неудачно. Он проиграл пять из десяти схваток, в том числе проиграв три схватки борцам ранга маэгасира. После 10 дня он снялся из-за травмы правой ноги. На мартовском турнире его результат был 10-5. На майском турнире он снялся из-за травмы левого локтя на пятый день, проиграв три из четырех своих схваток. На следующем июльском турнире он снялся на чтевретый день, на этот раз из-за травмы правой ступни. Его тренер Изуцу сказал, что Какурю не будет сниматься со следующего турнира «Если он не сможет выиграть в следующий раз, когда ступит на дохё, у него не будет возможности покинуть турнир. Ему нужно будет принять мужское решение (покинуть сумо)». В сентябре 2017 года он снова пропустил турнир, так как еще не восстановился от травмы правой ноги.
В 2019 году хэя Идзуцу закрылась после смерти её главы, борцы, в том числе Какурю, перешли в хэя Митиноку, которую возглавляет бывший одзэки Кирисима Кадзухиро.
После своего шестого Императорского кубка, выигранного в июле 2019 года, Какурю полностью провёл лишь один турнир (в марте 2020 года). С остальных басё он снимался до их окончания или вовсе не участвовал в них. Последний раз Какурю вышел на дохё 19 июля 2020 года, проиграв схватку Эндо. Частые пропуски турниров вызвали неудовольствие Комитета по делам ёкодзун, вынесшего Какурю (а также Хакухо) предупреждение после ноябрьского басё 2020 года. Это первый случай вынесения предупреждения ёкодзунам. Комитет может выносить ёкодзунам «воодушевление», «предупреждение» и обязательную к исполнению «рекомендацию выйти в отставку».
Первые два турнира 2021 года Какурю также пропустил из-за травм. Первоначально Какурю не собирался выходить в отставку , но 24 марта всё-таки объявил о завершении карьеры. В течение 5 лет он как ёкодзуна имеет право работать по временной тренерской лицензии.
В декабре 2020 года было объявлено, что Какурю стал японским подданным и, таким образом, получил право стать тренером в профессиональном сумо после окончания карьеры борца.
27 декабря 2023 года было объявлено, что Какурю возглавит хэя Отоваяма после того, как в январе того же года пост наставника хэя покинул Тэнкайхо. В марте 2024 года было объявлено, что начиная с майского турнира Какурю займет позицию симпана (одного из судей, находящихся вокруг дохё).

## Стиль борьбы
Вес Какурю около 154 кг. Благодаря своей ловкости он часто использовал приём хэнка (уклонение от атак сайд-степом). Наиболее часто он использовал приёмы ёрикири (силовое вытеснение с захватом пояса), осидаси (выталкивание) и хатакикоми (толчок вниз). Он также использовал ситатэ-нагэ — броски с правой руки. Его излюбленным захватом за пояс был мигиёцу (левая рука захватывает с внешней стороны, а правая между руками противника).

## Личная жизнь
В январе 2015 года Какурю объявил о помолвке с монголкой Dashnyam Munkhzaya. В октябре 2017 года состоялась свадебная церемония.
В мае 2015 года у пары родилась дочь, в мае 2017 года сын и третий ребёнок, дочь родилась в апреле 2020 года.

## Результаты выступлений
| Год в сумо | Январь Хацу басё, Токио                          | Март Хару басё, Осака              | Май Нацу басё, Токио                              | Июль Нагоя басё, Нагоя      | Сентябрь Аки басё, Токио                         | Ноябрь Кюсю басё, Фукуока                        |
| --- | ------------------------------------------------ | ---------------------------------- | ------------------------------------------------- | --------------------------- | ------------------------------------------------ | ------------------------------------------------ |
| 2001 | x                                                | x                                  | x                                                 | x                           | x                                                | (Маэдзумо)                                       |
| 2002 | Дзёнокути #32 запада 5–2                         | Дзёнидан #97 запада 4–3            | Дзёнидан #74 востока 5–2                          | Дзёнидан #32 запада 6–1     | Сандаммэ #70 востока 5–2                         | Сандаммэ #40 запада 1–6                          |
| 2003 | Сандаммэ #76 запада 2–5                          | Дзёнидан #4 востока 4–3            | Сандаммэ #87 востока 3–4                          | Дзёнидан #5 востока 5–2     | Сандаммэ #70 запада 3–4                          | Сандаммэ #86 запада 6–1                          |
| 2004 | Сандаммэ #25 востока 4–3                         | Сандаммэ #13 запада 4–3            | Сандаммэ #3 востока 3–4                           | Сандаммэ #17 запада 7–0–P   | Макусита #14 запада 1–6                          | Макусита #35 запада 4–3                          |
| 2005 | Макусита #27 запада 4–3                          | Макусита #21 запада 5–2            | Макусита #12 запада 4–3                           | Макусита #7 запада 4–3      | Макусита #5 востока 5–2                          | Дзюрё #14 запада 5–10                            |
| 2006 | Макусита #3 востока 5–2                          | Дзюрё #11 запада 9–6               | Дзюрё #8 запада 9–6                               | Дзюрё #4 востока 9–6        | Дзюрё #1 запада 9–6                              | Маэгасира #8 запада 8–7                          |
| 2007 | Маэгасира #8 востока 6–9                         | Маэгасира #11 запада 9–6           | Маэгасира #5 запада 6–9                           | Маэгасира #8 востока 9–6    | Маэгасира #2 запада 7–8                          | Маэгасира #3 востока 4–11                        |
| 2008 | Маэгасира #8 востока 11–4 Т                      | Маэгасира #1 запада 6–9            | Маэгасира #3 запада 5–10                          | Маэгасира #7 запада 8–7     | Маэгасира #5 востока 7–8                         | Маэгасира #6 востока 5–6–4                       |
| 2009 | Маэгасира #8 запада 9–6                          | Маэгасира #1 запада 10–5 Т         | Комусуби востока 9–6 Т                            | Сэкивакэ востока 5–10       | Маэгасира #3 запада 11–4 Т                       | Сэкивакэ запада 7–8                              |
| 2010 | Комусуби запада 7–8                              | Маэгасира #1 востока 6–9           | Маэгасира #3 востока 6–9                          | Маэгасира #6 востока 11–4 Т | Комусуби запада 9–6                              | Сэкивакэ запада 7–8                              |
| 2011 | Комусуби запада 8–7                              | Отмена басё 0–0–15                 | Комусуби востока 12–3 Т                           | Сэкивакэ запада 10–5        | Сэкивакэ востока 10–5                            | Сэкивакэ запада 10–5                             |
| 2012 | Сэкивакэ востока 10–5 В                          | Сэкивакэ востока 13–2–P ВТ         | Одзэки запада 8–7                                 | Одзэки запада 9–6           | Одзэки запада 11–4                               | Одзэки востока 9–6                               |
| 2013 | Одзэки запада 8–7                                | Одзэки востока 8–7                 | Одзэки запада 10–5                                | Одзэки востока 10–5         | Одзэки запада 9–6                                | Одзэки востока 9–6                               |
| 2014 | Одзэки запада 14–1–P                             | Одзэки востока 14–1                | Ёкодзуна востока 9–6                              | Ёкодзуна востока 11–4       | Ёкодзуна запада 11–4                             | Ёкодзуна запада 12–3                             |
| 2015 | Ёкодзуна запада 10–5                             | Ёкодзуна #2 востока 0–1–14         | Ёкодзуна #2 востока Пропустил из-за травмы 0–0–15 | Ёкодзуна #2 востока 12–3    | Ёкодзуна запада 12–3–P                           | Ёкодзуна #1 востока 9–6                          |
| 2016 | Ёкодзуна #2 востока 10–5                         | Ёкодзуна #2 востока 10–5           | Ёкодзуна #1 запада 11–4                           | Ёкодзуна #1 запада 2–2–11   | Ёкодзуна #2 востока 10–5                         | Ёкодзуна #1 запада 14–1                          |
| 2017 | Ёкодзуна #1 востока 5–6–4                        | Ёкодзуна #1 запада 10–5            | Ёкодзуна #1 запада 1–4–10                         | Ёкодзуна #2 запада 2–2–11   | Ёкодзуна #2 запада Пропустил из-за травмы 0–0–15 | Ёкодзуна #2 запада Пропустил из-за травмы 0–0–15 |
| 2018 | Ёкодзуна #2 востока 11–4                         | Ёкодзуна #1 востока 13–2           | Ёкодзуна #1 востока 14–1                          | Ёкодзуна #1 востока 3–3–9   | Ёкодзуна #1 востока 10–5                         | Ёкодзуна #1 запада Пропустил из-за травмы 0–0–15 |
| 2019 | Ёкодзуна #2 востока 2–4–9                        | Ёкодзуна #1 запада 10–5            | Ёкодзуна #1 запада 11–4                           | Ёкодзуна #1 востока 14–1    | Ёкодзуна #1 востока 4–4–7                        | Ёкодзуна #1 востока 0–1–14                       |
| 2020 | Ёкодзуна #1 запада 1–4–10                        | Ёкодзуна #1 запада 12–3            | Отмена басё 0–0–15                                | Ёкодзуна #1 запада 0–2–13   | Ёкодзуна #1 запада Пропустил из-за травмы 0–0–15 | Ёкодзуна #1 запада Пропустил из-за травмы 0–0–15 |
| 2021 | Ёкодзуна #1 запада Пропустил из-за травмы 0–0–15 | Ёкодзуна #1 запада Отставка 0–0–10 | x                                                 | x                           | x                                                | x                                                |
| Результат приведен как победил-проиграл-снялся Победа Малый кубок Отставка Не выступал в макуути Специальные призы: Д=За боевой дух (Канто-сё); В=За выдающееся выступление (Сюкун-сё); Т=За техническое совершество (Гино-сё) Ещё показаны: ★=Кимбоси; P=Участие в дополнительном финале Лиги: Макуути — Дзюрё — Макусита — Сандаммэ — Дзёнидан — Дзёнокути Ранги макуути: Ёкодзуна — Одзэки — Сэкивакэ — Комусуби — Маэгасира |                                                  |                                    |                                                   |                             |                                                  |                                                  |